# Lousã (freguesia)
Lousã est une ancienne paroisse civile portugaise (en portugais : freguesia) de la municipalité de Lousã dans le district et la région de Coimbra. Depuis 2013, elle est rattachée à Lousã e Vilarinho.

## Géographie
Lousã est dominée par la Serra da Lousã.

## Histoire

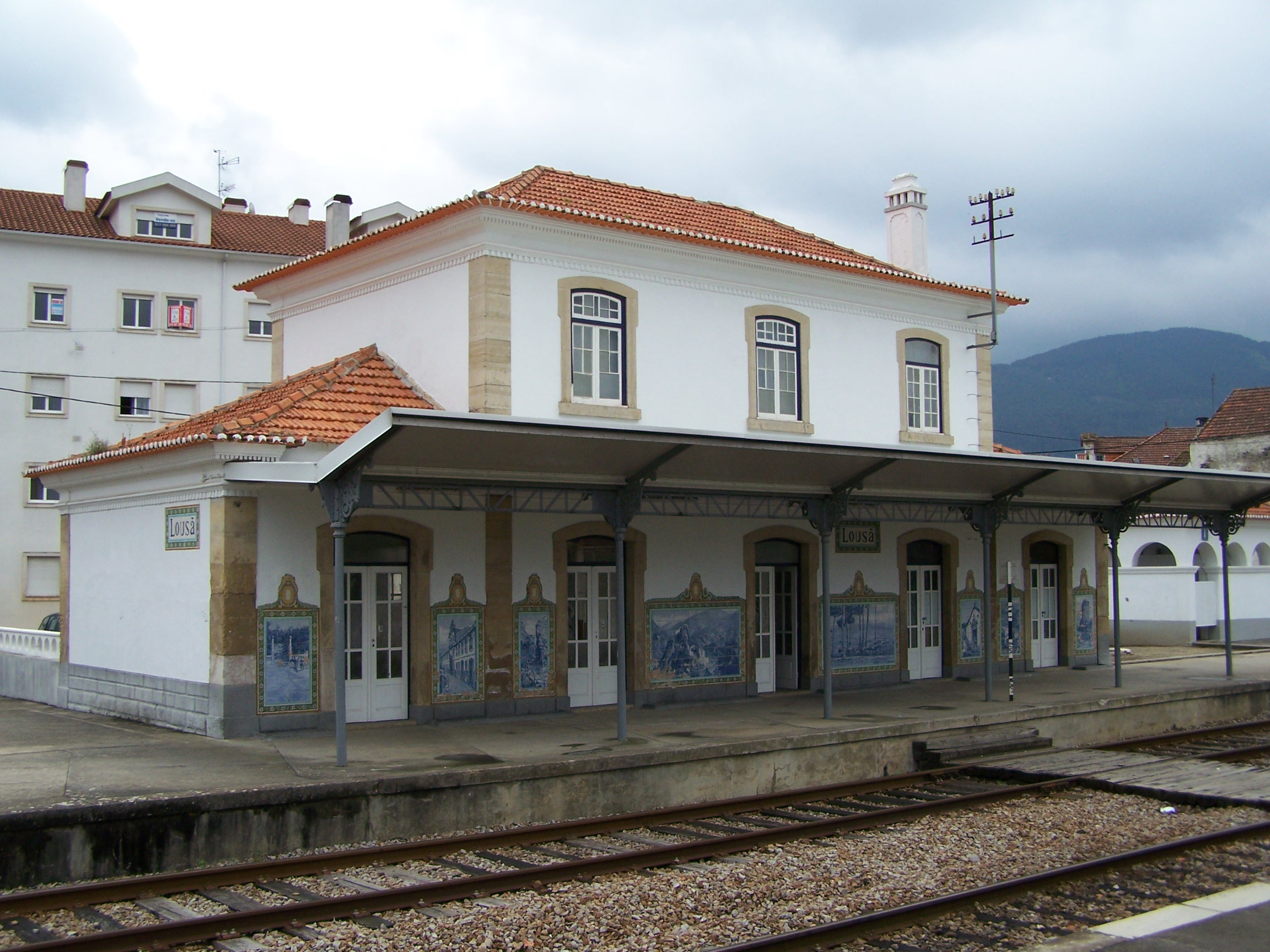
La gare de Lousã.

En 1513, Manuel Ier accorde une charte à la ville de Lousã.
Au XVIIIe siècle, la ville se développe grâce à l'industrie du papier. La paroisse de Lousã est rattachée à la municipalité de Coimbra en 1839 avant de former une municipalité indépendante en 1852 (Lousã).
En 1906, Lousã est reliée à Coimbra par le chemin de fer. La ligne disparaît au cours du XXe siècle, mais un projet de tram-train de Métro Mondego voit le jour à la fin des années 1990. Le projet est finalement abandonné pour laisser place à des bus express, inaugurés en 2024.
La loi no 11-A/2013 du 28 janvier 2013, portant réorganisation administrative du territoire des freguesias, fusionne Lousã avec la paroisse voisine de Vilarinho pour former l’União das freguesias de Lousã e Vilarinho (dont le siège est à Lousã).

## Patrimoine
La paroisse de Lousã comprend plusieurs « villages du schiste » (aldeias do xisto), petits villages entourés de végétation et réputés pour leurs maisons en schiste ou granite, situés dans la Serra da Lousã : Candal, Casal Novo, Cerdeira, Chiqueiro et Talasnal.

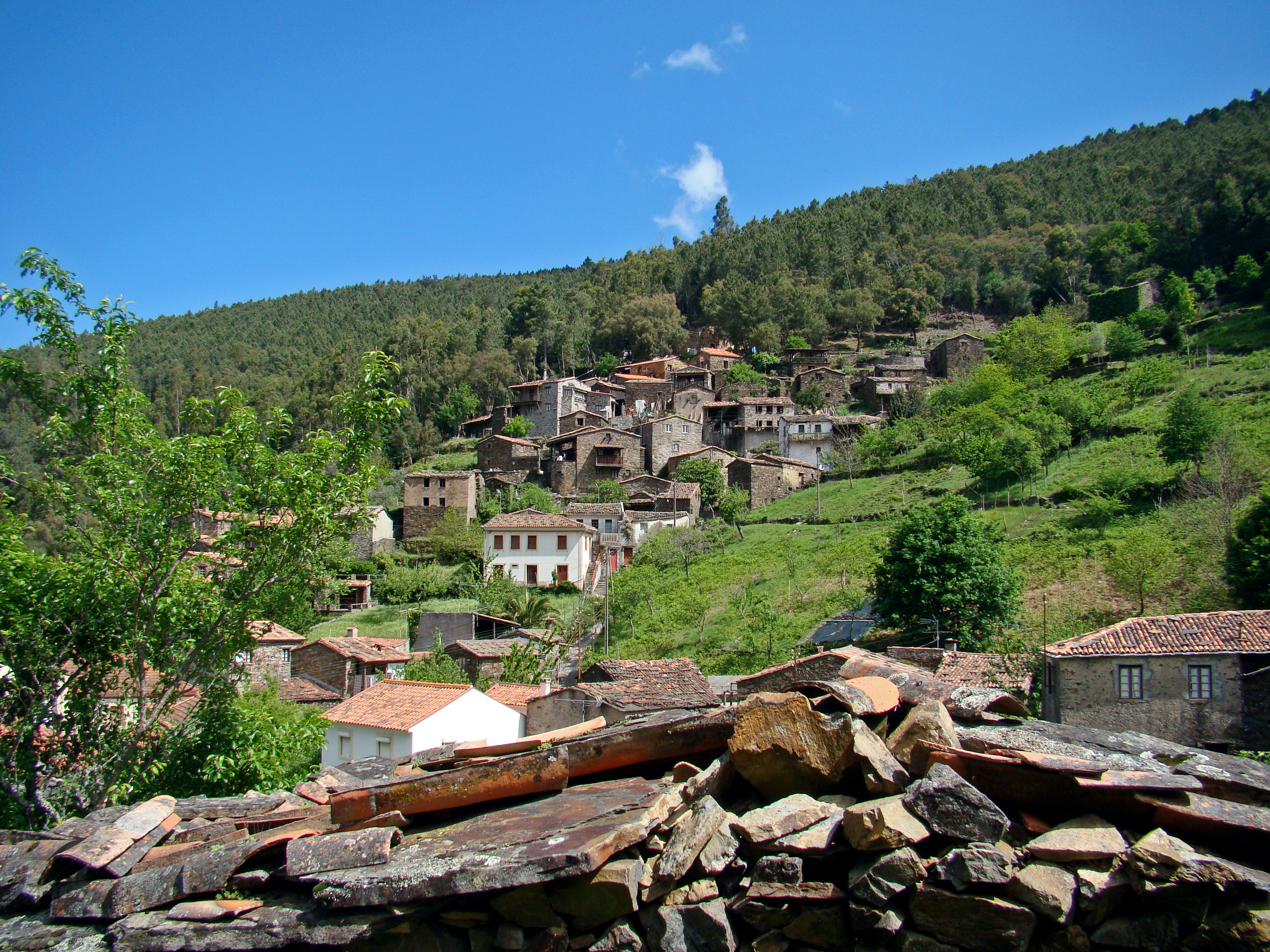
Candal.
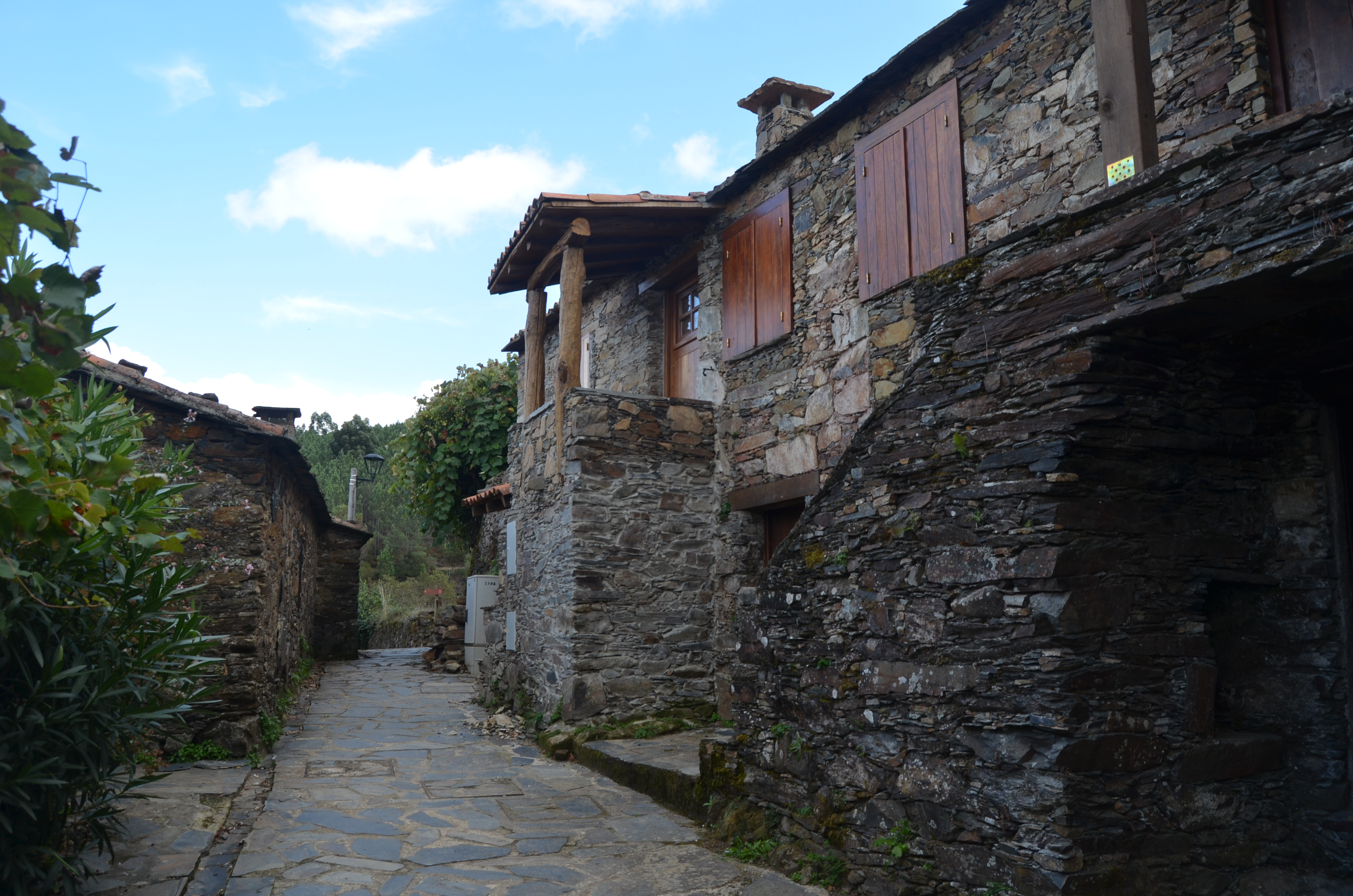
Casal Novo.
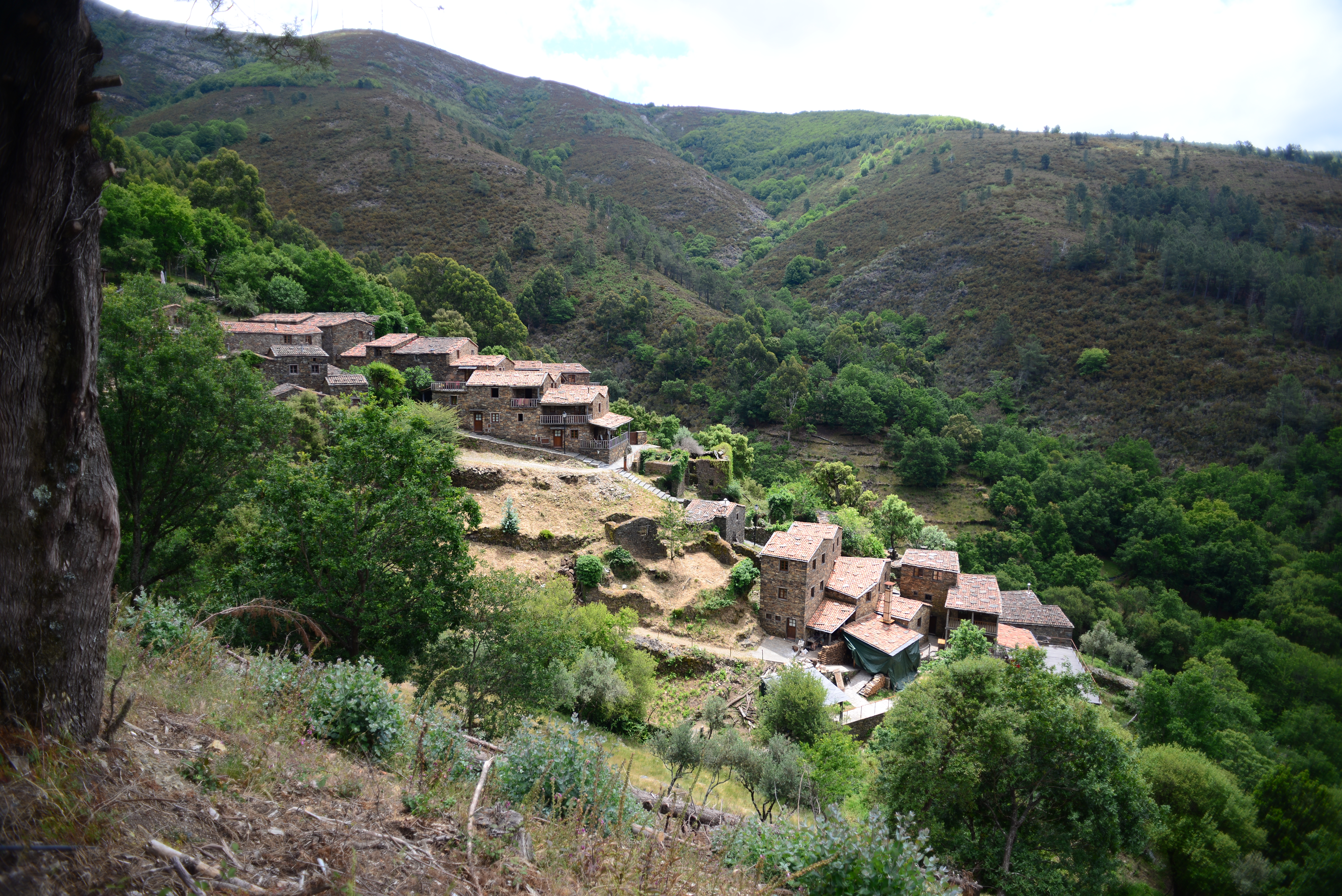
Cerdeira.
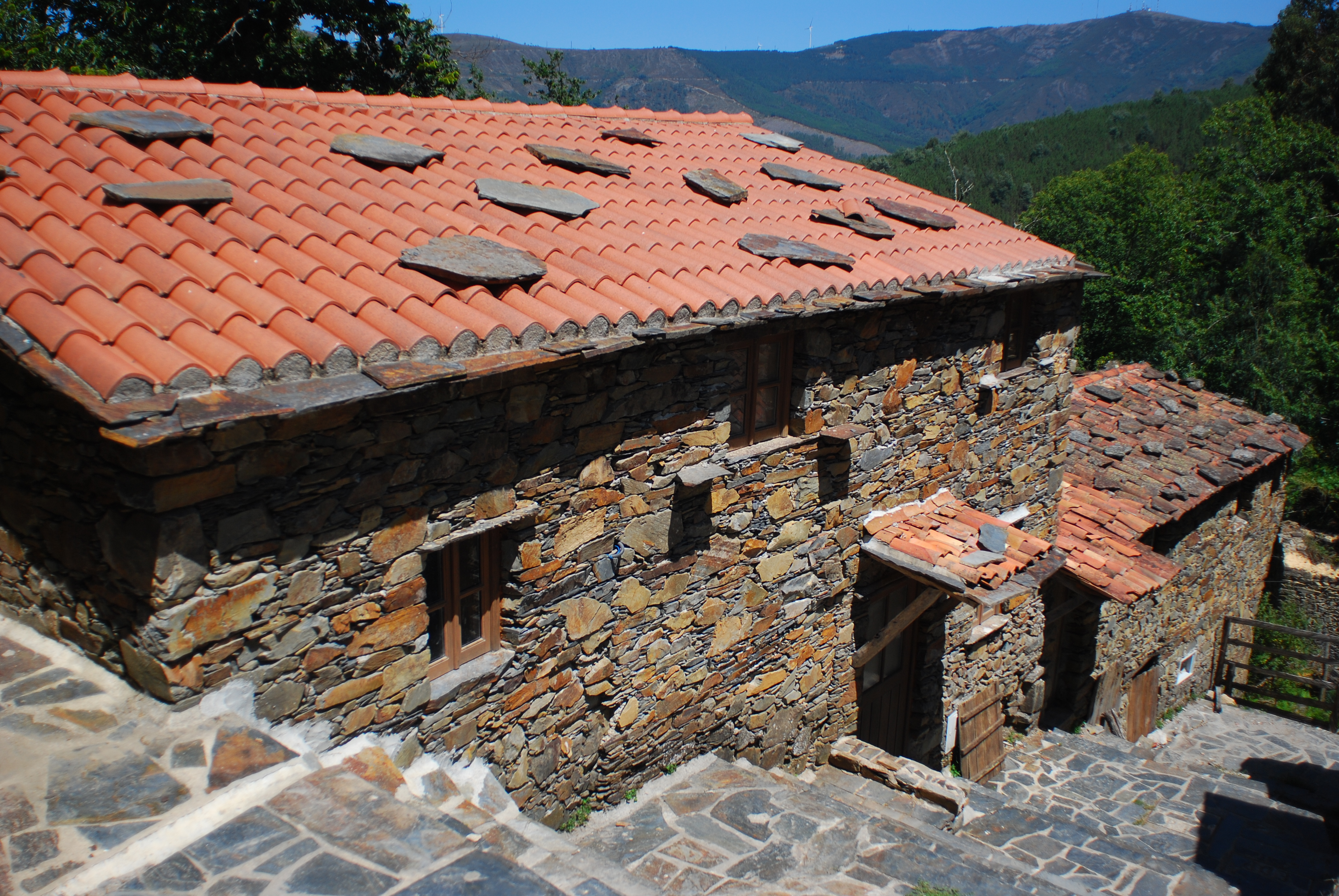
Chiqueiro.
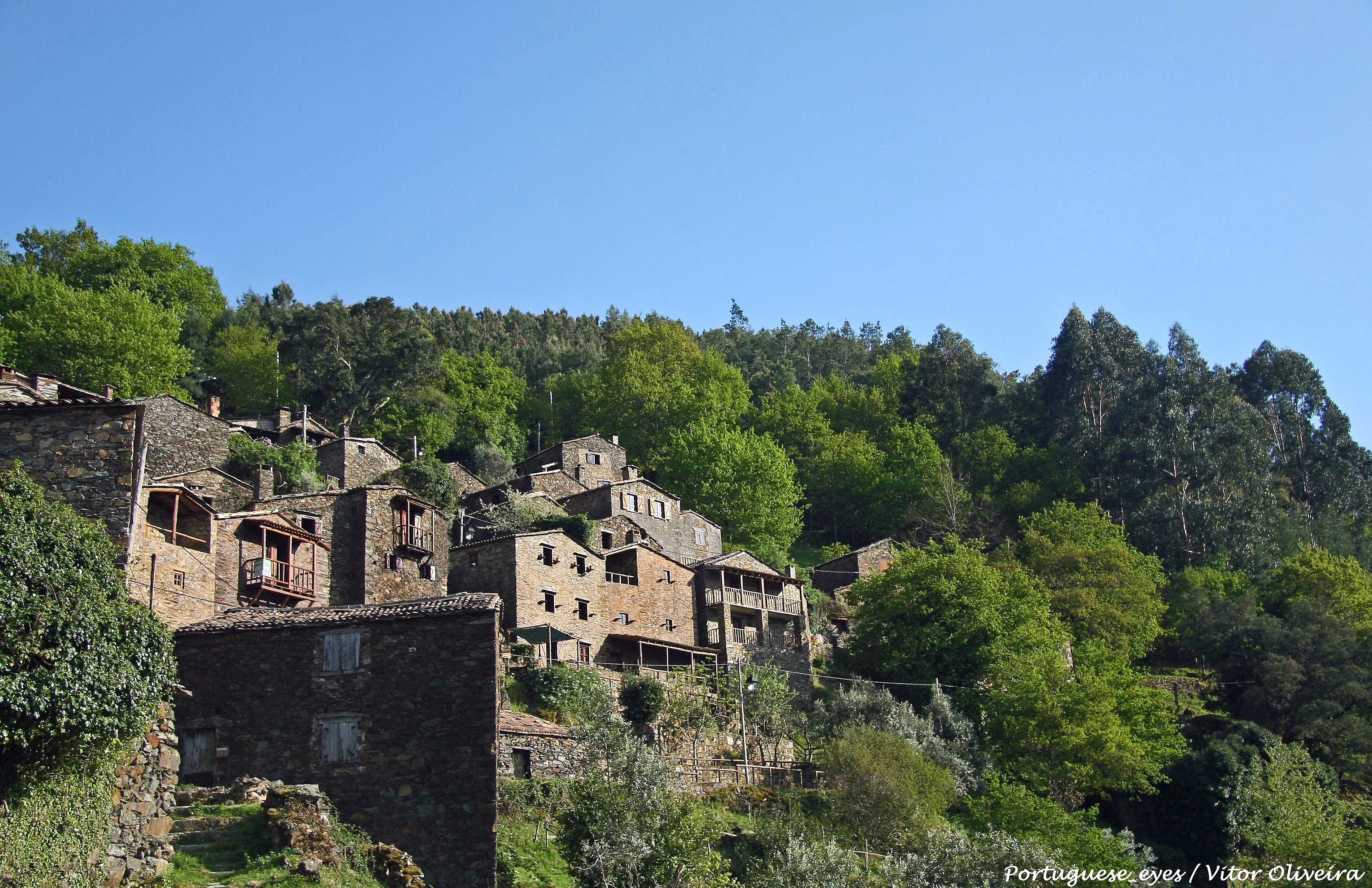
Talasnal.